# Don’t Believe the Truth
Don’t Believe the Truth (deutsch: Glaube nicht der Wahrheit) ist das sechste Studioalbum der britischen Musikgruppe Oasis. Es erschien Ende Mai 2005.

## Hintergrund
Wenn man Leadgitarrist und Songwriter Noel Gallagher glauben darf, bezieht sich der Titel auf den Irak-Krieg. In einer Zeit, in der Jeder etwas anderes behauptete und seine eigene Wahrheit propagierte, fragte er sich: „What is the fuckin’ truth?“

## Das Album

### Produktion
Die Aufnahmen zu Don’t Believe the Truth waren von Problemen begleitet und zogen sich unerwartet in die Länge. Ursprünglich sollte das Album in vier Wochen mit den Produzenten Richard Fearless und Tim Holmes entstehen und im Sommer/Herbst 2004 erscheinen.
Im Januar 2004 begannen die Aufnahmen in den Sawmills Studios in Cornwall, in denen Oasis’ Debütalbum Definitely Maybe eingespielt wurde. Trotz der guten Atmosphäre während der Aufnahmen war die Band mit dem Ergebnis hochgradig unzufrieden, „not even good enough to make the b-sides“ (Noel). Man beschloss, eine Pause einzulegen, um neue Songs zu schreiben und die schon bestehenden überarbeiten zu können. Noel formulierte etwas derber: „We were trying to polish a turd.“ Von den zehn in Cornwall entstandenen Songs schafften es in neuen Versionen schließlich nur vier aufs Album: Turn Up the Sun, Mucky Fingers, A Bell Will Ring und The Meaning of Soul.
Nach einer kurzen Pause, in der eine Reihe neuer Lieder entstanden, darunter Lyla und Part of the Queue, kehrte die Band in die Wheeler End Studios mit Noel als Produzenten zurück. Verstärkt wurden sie durch Zak Starkey, den Schlagzeuger von The Who, der Alan White ersetzte. Der Song Let There Be Love stammt ursprünglich noch aus den Sessions zum 2000er Album Standing on the Shoulder of Giants, der Text wurde allerdings komplett geändert.
Im Juni 2004 probierte Oasis zwei neue Lieder, das von Liam geschriebene The Meaning of Soul und A Bell Will Ring (Gem Archer), auf zwei Konzerten in Poole und auf dem Glastonbury Festival aus. Sowohl die Auftritte der Band als auch die neuen Stücke bekamen gemischte Kritiken.
Nachdem Oasis’ Manager Marcus Russell dem amerikanischen Produzenten Dave Sardy von deren Problemen berichtete, erklärte dieser sein Interesse an der Produktion des Albums. Er begann mit der Nachbearbeitung des vorhandenen Materials. In den Olympic Studios in London wurden die Aufnahmen für kurze Zeit mit seiner Hilfe fortgesetzt und kamen nach weiteren neun Wochen in den Capitol Studios in Los Angeles schließlich zum Ende.

### Stil
Don’t Believe the Truth ist laut Noel das beste Album der Band seit (What’s the Story) Morning Glory?, weil jedes Mitglied seine eigenen Ideen einbrachte (siehe Weblinks: Interview bei Eins Live). Vor allem Liam Gallaghers Entwicklung im Songwriting nimmt großen Einfluss. Daher entstand auch ein anderer Sound als bei den normalerweise fast vollständig von Noel geschriebenen Oasis-Alben. Interessanterweise hatte Noel das gleiche schon über Heathen Chemistry geäußert, das auf ähnliche Weise entstand.
Auf dem Album wird erstmals die seit der Gründung vorhandene starre Aufteilung der Instrumente durchbrochen. Auf einigen Stücken hört man den Bassisten Andy Bell Gitarre spielen, während Gem Archer oder Noel den Basspart übernehmen. Der Neuzugang der Band, Schlagzeuger Zak Starkey, beschrieb die Aufnahmen: „They are all songwriters. They are all guitar players. They are all producers. And they are all fucking drummers.“
Es klingen, wie auch schon auf anderen Oasis-Alben zuvor, Einflüsse von Bands wie den Beatles, The Who, Bob Dylan, den Rolling Stones oder den Kinks heraus.

### Titelliste
1. Turn Up the Sun (Andy Bell) – 3:59
2. Mucky Fingers (Noel Gallagher) – 3:56
3. Lyla (Noel Gallagher) – 5:10
4. Love Like a Bomb (Liam Gallagher/Gem Archer) – 2:52
5. The Importance of Being Idle (Noel Gallagher) – 3:39
6. The Meaning of Soul (Liam Gallagher) – 1:42
7. Guess God Thinks I’m Abel (Liam Gallagher) – 3:24
8. Part of the Queue (Noel Gallagher) – 3:48
9. Keep the Dream Alive (Andy Bell) – 5:45
10. A Bell Will Ring (Gem Archer) – 3:07
11. Let There Be Love (Noel Gallagher) – 5:31

Das Lied Stop The Clocks sollte ursprünglich zwischen The Meaning of Soul und Part of the Queue auf dem Album erscheinen; die Band beschloss jedoch das Stück zu streichen, weil keine der gemachten Aufnahmen ihren eigenen Qualitätsansprüchen genügte.
In Japan gehören noch zwei Bonustracks zur Veröffentlichung: Can Y’see It Now? (I Can See It Now!!) und Sittin’ Here in Silence (On My Own). Sie belegen die Tracks 12 und 13 hinter Let There Be Love.

### Mitwirkende
- Liam Gallagher (Gesang)
- Noel Gallagher (Leadgitarre, Gesang, Background-Gesang, Art Direction, Design, Konzept)
- Gem Archer (Gitarre)
- Andy Bell (Bass)
- Zak Starkey (Schlagzeug)
- Lenny Castro (Percussion)
- Paul Stacey (Klavier, Mellotron)
- Martin Duffy (Klavier)
- Dave Sardy (Produktion)
- Christine Fiene (Produktion)
- Greg Gordon (Techniker)
- Ryan Castle (Techniker)
- Ian Cooper (Mastering, Abmischung)
- Simon Halfon (Design)
- Luke Dane (Cover-Design)
- Lawrence Watson (Abbildungen)

## Rezeption
Dem Album folgte eine große Tournee, die bis zu deren Ende im März 2006 1,7 Millionen Zuschauer anlockte und damit die erfolgreichste in der Bandgeschichte war.
2005 erhielten Oasis den Q Award für das Best New Album und den People’s Choice Award.

## Singles
Lyla
- Veröffentlichung: 16. Mai 2005
- Verfasser: Noel Gallagher
- Produzenten: Noel Gallagher & Dave Sardy

Lyla wurde die siebte Single von Oasis, die es in der Woche ihrer Veröffentlichung schaffte, Platz 1 der englischen Single-Charts zu erreichen. The Importance of Being Idle errang am 28. August 2005 denselben Platz. Als letzte Single des Albums erreichte Let There Be Love Platz 2.
The Importance of Being Idle
- Veröffentlichung: 22. August 2005
- Verfasser: Noel Gallagher
- Produzenten: Noel Gallagher

Let There Be Love
- Veröffentlichung: 28. November 2005
- Verfasser: Noel Gallagher
- Produzenten: Dave Sardy

## Kommerzieller Erfolg

### Chartplatzierungen
Don’t Believe the Truth erreichte in Großbritannien, Japan und mehreren anderen Ländern Platz 1 und in Deutschland Platz 2 der LP-Charts, in den USA reichte es für Platz 12. Trotz des anfänglichen Erfolges fiel das Album, mit Ausnahme einiger weniger Länder wie England, Italien und Japan, relativ schnell aus den weltweiten Charts.
| ChartsChartplatzierungen       | Höchstplatzierung | Wochen |
| ------------------------------ | ----------------- | ------ |
| Deutschland (GfK)              | 2 (8 Wo.)         | 8      |
| Österreich (Ö3)                | 6 (13 Wo.)        | 13     |
| Schweiz (IFPI)                 | 3 (15 Wo.)        | 15     |
| Vereinigte Staaten (Billboard) | 12 (7 Wo.)        | 7      |
| Vereinigtes Königreich (OCC)   | 1 (41 Wo.)        | 41     |

| ChartsJahrescharts (2005)    | Platzierung |
| ---------------------------- | ----------- |
| Schweiz (IFPI)               | 86          |
| Vereinigtes Königreich (OCC) | 13          |

### Auszeichnungen für Musikverkäufe
Don’t Believe the Truth verkaufte sich laut Quellen weltweit mehr als sechs Millionen Mal. Davon sind 1,1 Millionen durch Schallplattenauszeichnungen belegt.
| Land/Region                  | Auszeichnungen für Musikverkäufe (Land/Region, Auszeichnung, Verkäufe) | Verkäufe  |
| ---------------------------- | ---------------------------------------------------------------------- | --------- |
| Argentinien (CAPIF)          | Gold                                                                   | 20.000    |
| Irland (IRMA)                | 2× Platin                                                              | 30.000    |
| Japan (RIAJ)                 | Gold                                                                   | 100.000   |
| Kanada (MC)                  | Gold                                                                   | 50.000    |
| Neuseeland (RMNZ)            | Gold                                                                   | 7.500     |
| Vereinigtes Königreich (BPI) | 3× Platin                                                              | 900.000   |
| Insgesamt                    | 4× Gold · 5× Platin ·                                                  | 1.107.500 |

Hauptartikel: Oasis/Auszeichnungen für Musikverkäufe